# آیدا می پارک
آیدا می پارک (انگلیسی: Ida May Park؛ ۲۸ دسامبر ۱۸۷۹ – ۱۳ ژوئن ۱۹۵۴) یک فیلم‌نامه‌نویس، و کارگردان اهل ایالات متحده آمریکا بود.